# Гергард Мачулат
Гергард Мачулат (нім. Gerhard Matschulat; 25 травня 1920, Берлін — 1 вересня 1944, Ла-Манш) — німецький офіцер-підводник, оберлейтенант-цур-зее крігсмаріне.

## Біографія
1 жовтня 1938 року вступив на флот. З грудня 1942 року — 1-й вахтовий офіцер на підводному човні U-458. В липні-вересні 1943 року пройшов курс командира човна. З 23 жовтня 1943 року — командир U-247, на якому здійснив 2 походи (разом 66 днів у морі). 5 липня 1944 року потопив британський паровий траулер Noreen Mary водотоннажністю 207 тонн, навантажений баластом; 8 з 10 членів екіпажу траулера загинули. 1 вересня 1944 року U-247 був потоплений в Англійському каналі біля Лендс-Енд (49°54′ пн. ш. 05°49′ зх. д.) глибинними бомбами канадських фрегатів «Сейнт Джон» та «Суонсі». Всі 52 члени екіпажу загинули.

## Звання
- Кандидат в офіцери (1 жовтня 1938)
- Морський кадет (1 липня 1939)
- Фенріх-цур-зее (1 грудня 1939)
- Оберфенріх-цур-зее (1 серпня 1940)
- Лейтенант-цур-зее (1 квітня 1941)
- Оберлейтенант-цур-зее (1 квітня 1943)